# مينا ساردو
مينا ساردو، (بالإنجليزية: Meana Sardo)‏، (سردينيا: Meana)، هي بلدية في مقاطعة نوورو، في إقليم سردينيا الإيطالي، وتقع على بعد حوالي 80 كيلومترًا (50 ميلًا) إلى الشمال من كاجلياري، وعلى بُعد حوالي 45 كم (28 ميلًا) جنوب غرب نوورو. في 31 ديسمبر 2004 ، يبلغ عدد سكانها 2028 نسمة وتبلغ مساحتها 73.8 كيلومتر مربع (28.5 ميل مربع).

## السكان
في سنة 1861 بلغ عدد السكان 1٬550 نسمة، وتطور العدد ليصل في سنة 2011 لـ 1٬913 نسمة.
يظهر هذا المخطط البياني تطور النمو السكاني لـ مينا ساردو